# Yazoo
Yazoo (conhecido nos Estados Unidos como Yaz) foi uma dupla britânica de synth-pop, formada em Basildon, Essex. Eles tiveram algumas músicas no Top 10 britânico no início da década de 1980. Foi formada no final de 1981, pelo ex-integrante do Depeche Mode, o compositor Vince Clarke (sintetizador) e a cantora Alison Moyet (vocal), assinando pelo selo Mute Records, no Reino Unido.
O single de estreia "Only You" (o lado B tinha o hit "Situation"), foi lançado em 15 de março de 1982 e alcançou a posição n°. 2 nas paradas. O segundo single, "Dont Go" também foi um grande sucesso, atingindo 1º lugar nas paradas dance americana e 3ª posição nas paradas do Reino Unido. Yazoo lançou apenas dois álbuns de estúdio: Upstairs at Eric's, em 1982, e You and Me Both, em 1983. No Brasil a música a Situation foi lançada em 1982 no LP do disco que foi tema da novela Sol de Verão. Pouco depois, Moyet e Clarke decidiram romper com a dupla. Moyet seguiu uma carreira solo, enquanto Clarke fundou o The Assembly (com o produtor Eric Radcliffe) e, logo depois, o Erasure, outra dupla de synthpop (desta vez, com o cantor Andy Bell). O Yazoo se reuniu em 2008 para uma turnê na Europa e nos Estados Unidos com o lançamento de um box set com os maiores sucessos e duas músicas inéditas.

Apesar da curta duração, o Yazoo continuou a influenciar e inspirar muitas bandas de hoje, incluindo LCD Soundsystem, Shiny Toy Guns e Blaqk Audio, entre outros.

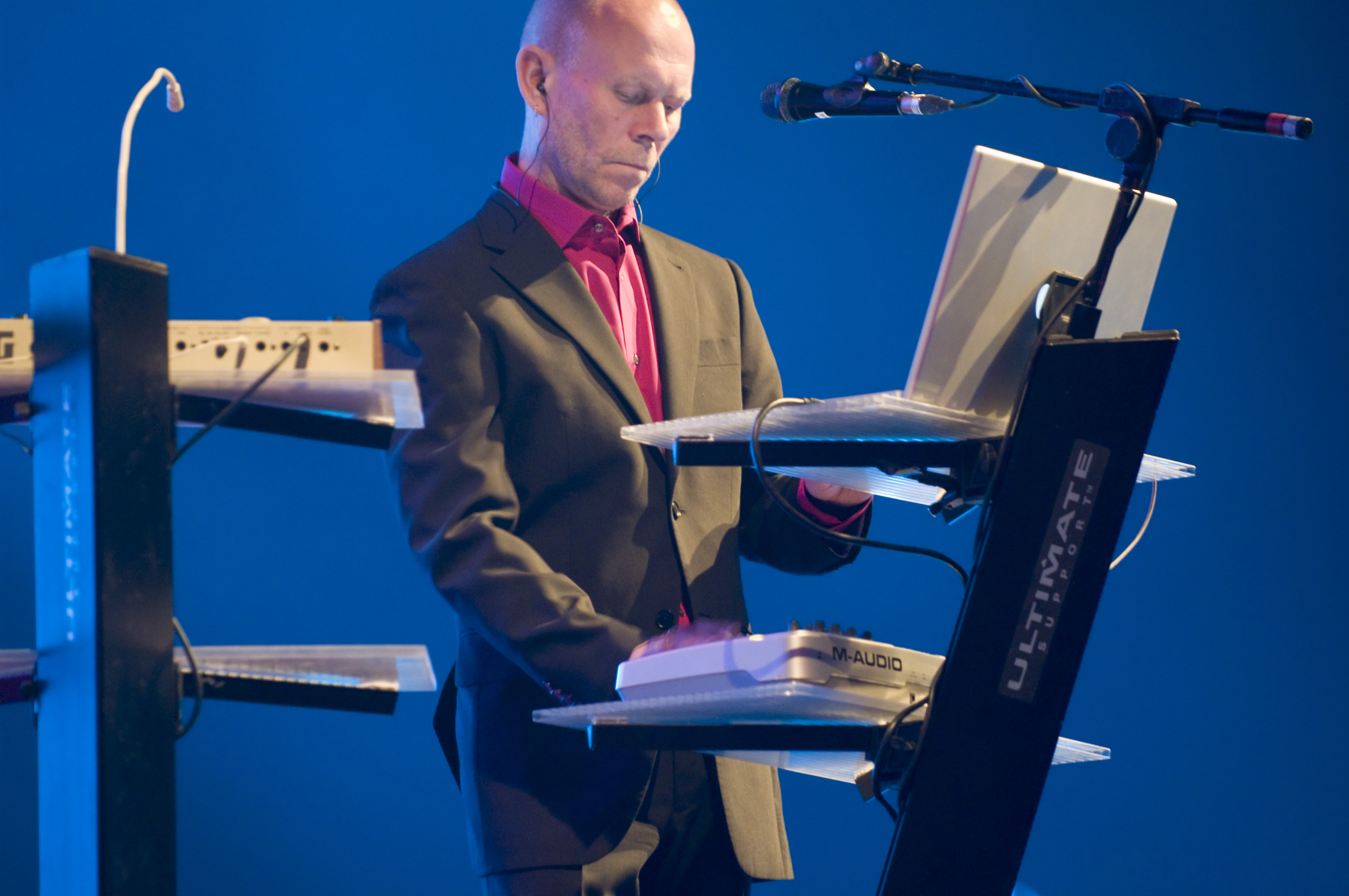
Vince Clarke em 2008.

## Discografia
| Ano  | Álbum              | UK | ALE | U.S. |
| ---- | ------------------ | -- | --- | ---- |
| 1982 | Upstairs at Eric's | 2  | 14  | 92   |
| 1983 | You and Me Both    | 1  | 15  | 69   |

### Compilações
| Ano  | Compilação                     | UK | ALE | U.S. |
| ---- | ------------------------------ | -- | --- | ---- |
| 1999 | Only Yazoo - The Best of Yazoo | 22 | -   | -    |
| 2008 | In Your Room                   | -  | -   | -    |

### Singles e EPs
| Ano  | Canção                              | UK  | ALE | U.S. | U.S. Dance | AUS | Album                          |
| ---- | ----------------------------------- | --- | --- | ---- | ---------- | --- | ------------------------------ |
| 1982 | "Only You"                          | 2   | 72  | 67   | -          | 7   | Upstairs at Eric's             |
| 1982 | "Don't Go"                          | 3   | 4   | -    | 1          | 6   | Upstairs at Eric's             |
| 1982 | "Situation"¹                        | NE  | NE  | 73   | 1          | NE  | Upstairs at Eric's             |
| 1982 | "The Other Side of Love"            | 13  | 35  | NE   | NE         | -   | —                              |
| 1983 | "Nobody's Diary"                    | 3   | 18  | -    | 1          | 17  | You and Me Both                |
| 1983 | "Walk Away From Love"²              | -   | -   | -    | -          | -   | You and Me Both                |
| 1990 | "Situation" (1990 remix)            | 14  | 36  | -    | 46         | -   | —                              |
| 1999 | "Only You" (1999 Mix)               | 38  | -   | NE   | NE         | NE  | Only Yazoo - The Best of Yazoo |
| 1999 | "Don't Go"/"Situation" (new remix)³ | NE  | NE  | -    | 1          | NE  | Only Yazoo - The Best of Yazoo |
| 1999 | "Situation" (new remix)³            | -   | -   | NE   | NE         | -   | Only Yazoo - The Best of Yazoo |
| 2008 | "Nobody's Diary"4                   | 100 | NE  | NE   | NE         | NE  | In Your Room                   |
| 2008 | "Reconnected"4                      | -   | -   | -    | -          | -   | In Your Room                   |

- ¹ Lançado apenas nos Estados Unidos
- ² Promocional apenas no Japão
- ³ Não entrou na tabela do Reino Unido
- NR - Não entrou na tabela deste país
- 4 vinil & download digital de E.P.

## Prêmios e indicações
| Ano  | Prêmio     | Categoria                  | Indicação | Resultado | Ref.  |
| ---- | ---------- | -------------------------- | --------- | --------- | ----- |
| 1983 | Brit Award | Melhor Revelação Britânica | —         | Venceu    | [ 6 ] |